# Joana de Kent
Joana de Kent (em inglês:  Joan; Palácio de Woodstock, 29 de setembro de 1328 – Castelo de Wallingford, 7 de agosto de 1385), foi suo jure Condessa de Kent e Princesa de Gales através do seu casamento com Eduardo, o Príncipe Negro. Ficou conhecida como a "Bela Donzela de Kent". Ela era a mãe do rei Ricardo II de Inglaterra.

## Primeiros anos
Joana Plantageneta, conhecida na história como A Bela Donzela de Kent, nasceu em 29 de setembro de 1328. Ela era filha de Edmundo de Woodstock, primeiro conde de Kent e Margarida Wake, terceira baronesa Wake de Liddell. O pai de Joana era o segundo filho do rei Eduardo I e de sua segunda esposa, Margarida da França. O pai de Joana, Edmundo, conde de Kent, apoiou a rainha Isabella da França e seu amante Roger Mortimer, conde de março, contra seu meio-irmão, o rei Eduardo II, no entanto, ele mais tarde se desiludiu com a rainha e Mortimer. Estando convencido de que Eduardo, cujo funeral foi realizado em 1327, ainda estava vivo, ele entrou em uma conspiração para resgatá-lo do cativeiro e restaurá-lo ao trono. A trama foi descoberta e ele foi decapitado em 19 de março de 1330. Joana tinha apenas dois anos na época, sua mãe, Margarida Wake e seus quatro filhos foram colocados em prisão domiciliar no Castelo de Arundel.
Quando ele assumiu o poder de sua mãe e Mortimer, o primo de Joana, o rei Eduardo III, assumiu a responsabilidade pela família. A rainha, Filipa de Hainault, de quem Joana se tornou a favorita, a educou na corte, onde ela se tornou amiga de seus primos, incluindo Eduardo, o Príncipe Negro, ele era apenas dois anos mais novo que Joana e desenvolveu uma forte afeição por ela, chamando-a de sua "Jeanette".

## Casamento
Joana cresceu e se tornou uma grande beleza, o cronista francês Jean Froissart a chamou de "a mulher mais bonita de todo o reino da Inglaterra, e a mais amorosa". Enquanto Sir John Chandos arauto a descreveu como "que bele fu pleasant et sage - adorável, agradável e sábia". Em 1340, aos 12 anos, Joana casou-se secretamente com Thomas Holland de Upholland, em Lancashire, o segundo filho de Robert Holland, um senhor desgraçado. Holland era cerca de treze anos mais velho e o casamento ocorreu sem primeiro obter o consentimento do rei. No ano seguinte, enquanto Holland estava no exterior participando de uma cruzada na Prússia, ela foi forçada por sua família a se casar com Guilherme Montagu, filho e herdeiro do primeiro conde de Salisbury, ambos tinham cerca de treze anos na época. Posteriormente, ela alegou que não revelou seu casamento com Thomas Holland porque temia que a revelação do fato levasse à execução de Thomas por traição.
Joana é frequentemente identificada como a condessa de Salisbury que, diz a lenda, inspirou Eduardo III na fundação da Ordem da Jarreteira. No entanto, a condessa em questão pode ter sido sua sogra, Catherine Montagu, condessa de Salisbury. Vários anos depois, Holland voltou das Cruzadas e a história completa de seu casamento anterior com Joana foi revelada, causando um grande escândalo na época. Thomas confessou o casamento secreto com o rei Eduardo III e apelou ao Papa para o retorno de sua esposa. Guilherme Montagu, de dezenove anos, não estava disposto a desistir de sua esposa, quando descobriu que Joana havia apoiado o caso de Holland, ele a manteve prisioneira em sua própria casa. O papa Clemente VI levou dezoito meses para decidir a questão. Em 1349, ele finalmente anulou o casamento de Joana com o conde e a mandou de volta para Thomas Holland, com quem ela morou pelos onze anos seguintes. Eles tiveram cinco filhos antes de Holland morrer em Rouen em 1360:
- Thomas Holland, 2º Conde de Kent;
- John Holland, 1º Duque de Exeter;
- Lady Joan Holland (1356-1384), que se casou com João V, Duque da Bretanha (1339-1399);
- Lady Maud Holland (1359-1391), que se casou primeiro com Hugh Courtenay e depois com Waleran III de Luxemburgo, conde de Ligny (1355-1415);
- Edmund Holland (c. 1354), que morreu jovem. Ele foi enterrado na Igreja de Austin Friars, em Londres.

Os descendentes de Joana e Thomas Holland incluem Lady Margaret Beaufort, mãe do rei Henrique VII e Isabel de Iorque, sua rainha, bem como a rainha consorte Ana Neville, esposa de Ricardo III, e Catarina Parr, a sexta esposa de Henrique VIII. Quando o último dos irmãos de Joana morreu em 1352, ela se tornou a 4ª Condessa de Kent e a 5ª Lady Wake de Liddell. Em 1360, Thomas Holland recebeu o título de Conde de Kent.

## Príncipe Negro

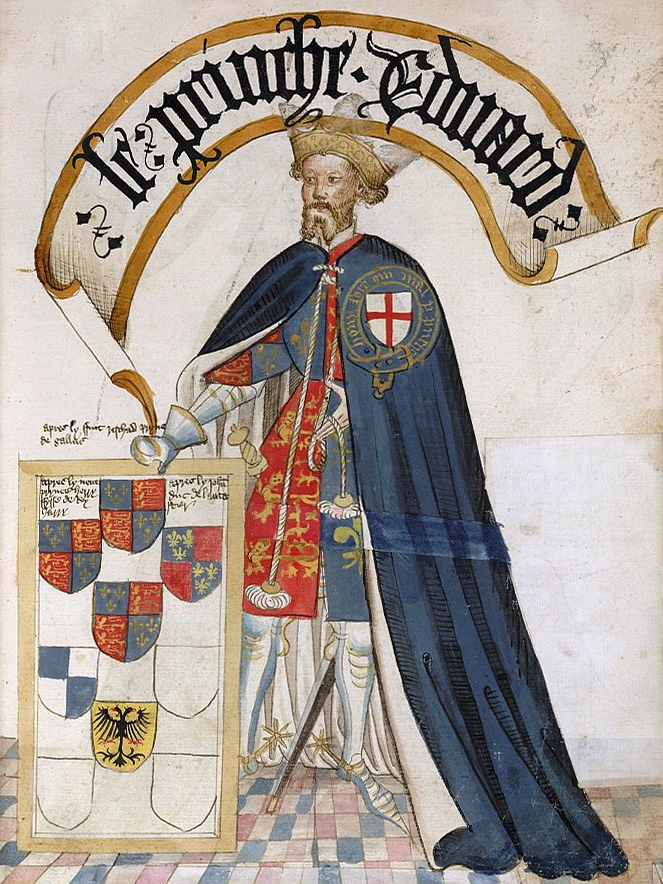
Eduardo o Príncipe Negro terceiro marido de Joana.

Eduardo, o Príncipe Negro, o filho mais velho e herdeiro do Rei Eduardo III, (que foi o primeiro primo de Joana removido) tinha um afeto de longa data por ela desde a infância, ele a presenteou com uma taça de prata, parte do butim de um des suas primeiras campanhas militares. Quando o rei e a rainha não apoiaram o casamento entre seu filho e sua antiga pupila e nutriram preocupações sobre a reputação de Joana, Joana e Eduardo decidiram se casar em segredo. Os pais de Eduardo foram finalmente convencidos a concordar com o casamento e se casaram oficialmente em 10 de outubro de 1361, no Castelo de Windsor, com a presença do rei e da rainha.
Em 1362, o Príncipe Negro foi investido como Príncipe da Aquitânia, e o casal mudou-se para Bordéus, onde passou os nove anos seguintes. O casamento deles foi feliz, em uma carta endereçada a Joana escrita após a batalha de Najera em 1367, Eduardo se dirige a ela como "minha mais querida e verdadeira namorada e companheira amada". Quando voltou da Espanha para Bordéus, Joana o conheceu e o casal "caminhou de mãos dadas". Froissart descreveu sua casa como especialmente magnífica. Eles produziram dois filhos:
- Eduardo de Angolema (27 de janeiro de 1365 - 1372), que morreu com seis anos de idade.
- Ricardo de Bordéus (o futuro Ricardo II) (6 de janeiro de 1367 - cerca de 14 de fevereiro de 1400.

Em 1367, Eduardo liderou uma expedição a Castela, em apoio ao deposto rei Pedro de Castela, liderando um exército para a Espanha na passagem de Roncesvalles, e em 3 de abril de 1367 obteve uma vitória retumbante na Batalha de Najera, no norte de Castela . Em seguida, marchou para Burgos, onde declarou Pedro Rei de Castela. Em agradecimento pela ajuda militar, Pedro presenteou-o com um enorme e magnífico rubi, que ainda está nas joias da Coroa britânica e hoje adorna a Coroa Imperial do Estado.

## Ricardo II
Eduardo permaneceu no reino de Castela pelos quatro meses seguintes, residindo principalmente em Valladolid. Seu exército sofreu muito durante o quente verão espanhol e o próprio Eduardo começou a apresentar os primeiros sintomas de uma doença mortal, possivelmente disenteria. Retornando à Aquitânia e tendo esgotado seus recursos financeiros com o alto custo de sua campanha castelhana, tornou-se altamente impopular junto à nobreza da província devido à arrecadação de impostos para pagar sua expedição espanhola.

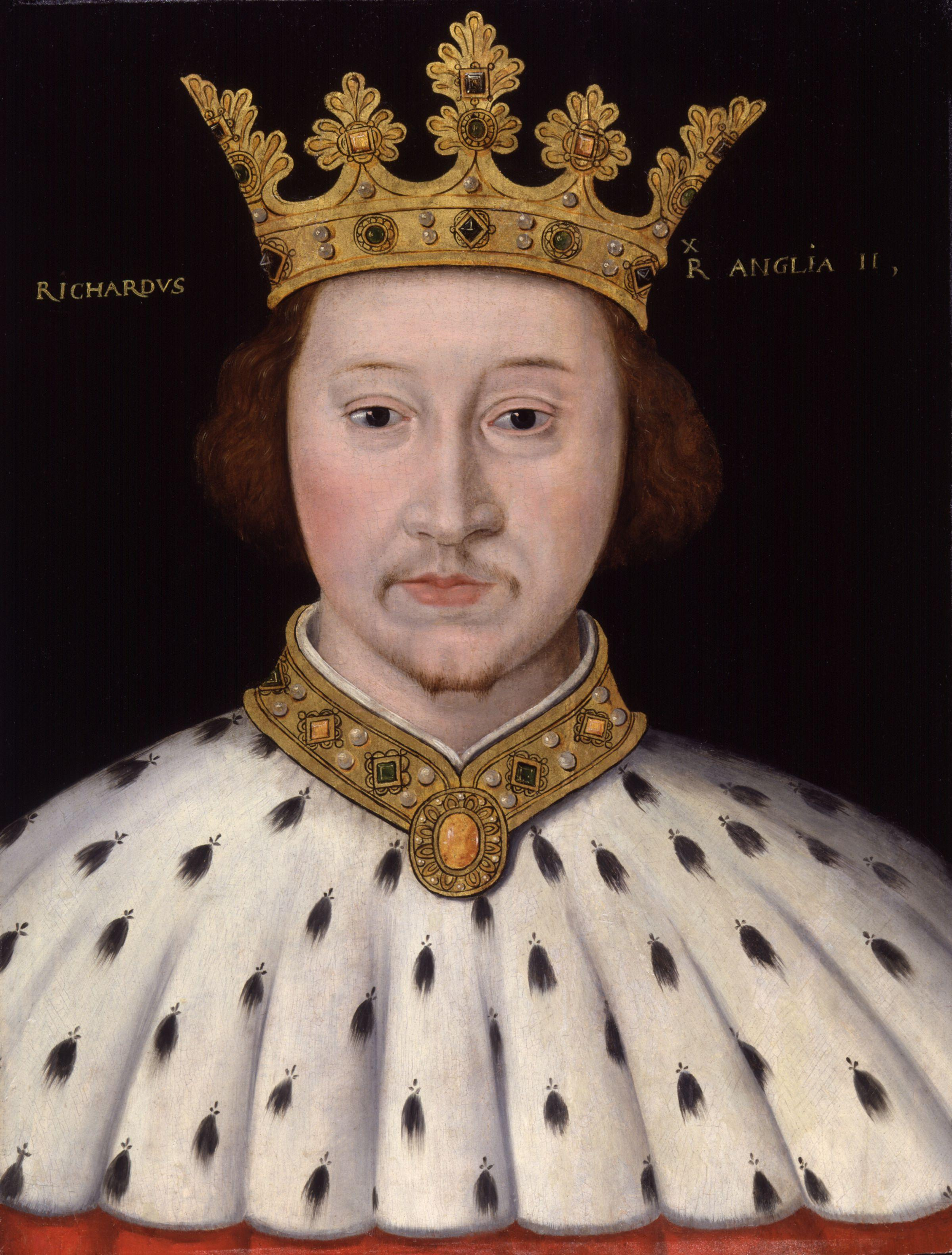
O filho de Joana: o Rei Ricardo II de Inglaterra.

Um ano depois, em 1371, Eduardo adoeceu e voltou para a Inglaterra a conselho de seu médico. Sua saúde piorou rapidamente e, percebendo que estava morrendo, ele passou muito tempo orando e fazendo obras de caridade. Eduardo pediu a seu pai que protegesse seu filho Ricardo após sua morte. O Príncipe Negro morreu em Westminster em 8 de junho de 1376, aos 45 anos. Ele foi enterrado na Catedral de Canterbury, uma efígie de bronze do príncipe agora marca o túmulo. Com a morte de Eduardo III em 21 de junho de 1377, Ricardo, o segundo filho de Joana e do Príncipe Negro, o sucedeu como rei. Ele foi coroado rei Ricardo II aos 10 anos no mês seguinte. Era muito querida por sua influência sobre o jovem rei e adquiriu a reputação de pacificadora durante seu reinado. Ao retornar a Londres de uma peregrinação ao santuário de Becket na Catedral de Canterbury em 1381 durante a Revolta do Camponês, ela encontrou o caminho barrado por Wat Tyler e seus rebeldes em Blackheath. Joana não só foi deixada passar ilesa, mas também foi saudada com beijos e acompanhada por uma escolta pelo resto de sua jornada.
Em 1385, o filho de Joana, Sir John Holland, fazia campanha na Escócia com seu meio-irmão, o Rei, quando durante uma briga entre ele e Ralph Stafford, filho do 2º Conde de Stafford, Stafford foi morto e John Holland buscou refúgio no santuário de São João de Beverley. Na volta do rei, Holland foi condenada à morte. Joana implorou ao filho por quatro dias para poupar seu meio-irmão. No quinto dia, ela morreu, no Castelo de Wallingford. Ricardo cedeu e perdoou Holland. Joana foi enterrada, a pedido de seu testamento, não por seu marido real em Canterbury, mas pelos Greyfriars em Stamford em Lincolnshire, ao lado de seu primeiro marido, Thomas Holland. Seu terceiro marido, o Príncipe Negro, havia construído uma capela para ela na cripta da Catedral de Canterbury, com saliências no teto em seu rosto.